# Kjell Spångberg
Kjell Spångberg är en svensk entreprenör, bosatt i USA.
I slutet av 1990-talet var Spångberg stor ägare inom många IT-baserade svenska företag inom "den nya ekonomin", genom sitt riskkapitalbolag Emerging Technologies. Bland innehaven fanns bland annat Dressmart, Boxman, Ms Freckles, Bidlet, Toga, Sportus och Oppido.
2003 såldes Emerging Technologies till Bonnierhuset AB, medan innehaven köptes tillbaka av Spångberg och drevs vidare inom riskkapitalbolaget Nwest Capital.